# مارسل گبرس
مارسل گبرس (انگلیسی: Marcel Gebers؛ زادهٔ ۵ ژوئن ۱۹۸۶) بازیکن فوتبال اهل آلمان است.
از باشگاه‌هایی که در آن بازی کرده‌است می‌توان به باشگاه فوتبال کیکرز اوفنباخ و باشگاه فوتبال هولشتاین کیل اشاره کرد.